# Santa Cruz de Moya
Santa Cruz de Moya község Spanyolországban, Cuenca tartományban. Santa Cruz de Moya Casas Altas, Casas Bajas, Ademuz, Puebla de San Miguel, Arcos de las Salinas, Aras de los Olmos, Titaguas, Tuéjar, Talayuelas, Graja de Campalbo, Landete és Moya községekkel határos. Lakosainak száma 232 fő (2024).

## Népesség
A település népessége az utóbbi években az alábbiak szerint változott:
| Lakosok száma | 406  | 393  | 364  | 290  | 307  | 263  | 248  | 218  | 232  | 232  |
|               | 2001 | 2004 | 2006 | 2009 | 2011 | 2014 | 2016 | 2019 | 2021 | 2024 |